# Мелисано
Мелиса̀но (на италиански: Melissano, на местен диалект Malassanu, Маласану) е градче и община в Южна Италия, провинция Лече, регион Пулия. Разположено е на 59 m надморска височина. Населението на общината е 7356 души (към 2011 г.).